# Margherita di Savoia
Margherita di Savoia – miejscowość i gmina we Włoszech, w regionie Apulia, w prowincji Barletta-Andria-Trani. Położone nad morzem Adriatyckim.

## Historia i nazwa
Pierwsze wzmianki o mieście pochodzą z czasów Starożytnego Rzymu (III w. p.n.e.). Pierwotnie osada, która była położona na terenie dzisiejszego miasta miała nazywać się Salinis. Nazwa ta miała pochodzić od soli wydobywanej tam z bagien solnych. Później miasto nazywało się Salapia, czy też w XII w n.e Sancta Maria de Salis. Teraźniejszą nazwę miasto zawdzięcza królowej Małgorzacie Sabaudzkiej. Miasto posiada długą ma 15 km piaszczystą plażę z płytkim dnem morza.
Według danych na styczeń 2009 gminę zamieszkiwało 12 550 osób przy gęstości zaludnienia 345,3 os./1 km².

## Zabytki

### architektura sakralna
- Chiesa matrice del Santissimo Salvatore - główny kościół miejski pw. Świętego Zbawiciela
- Chiesa di Maria Santissima Addolorata - kościół pw. Matki Boskiej Bolesnej
- Chiesa della Beata Maria Vergine Ausiliatrice - kościół pw NMP Wspomożycielki
- Chiesa di San Pio da Pietrelcina - kościół pw. św. Ojca Pio z Pietrelciny
- Chiesa di San Giuseppe - kościół pw. św. Józefa
- Chiesa di San Michele Arcangelo, in contrada Torre Pietra - kościół pw. świętego Michała Archanioła w dzielnicy Torre Pietro

### zabytki wojskowe
- Torre Pietra - kamienna wieża

## Miasta Partnerskie
- Miami[2]

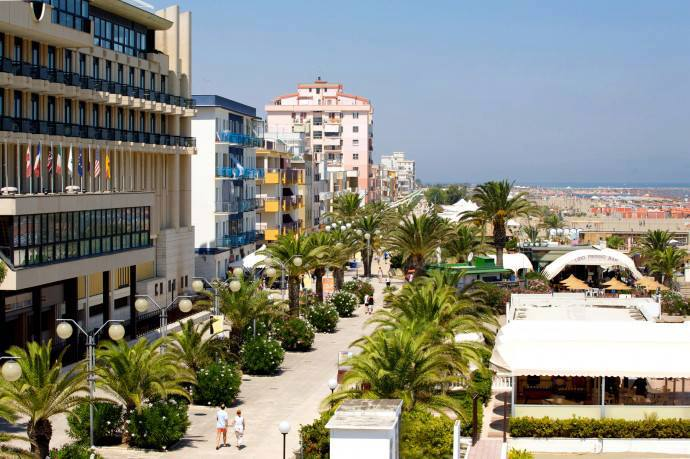
Promenada nad morzem
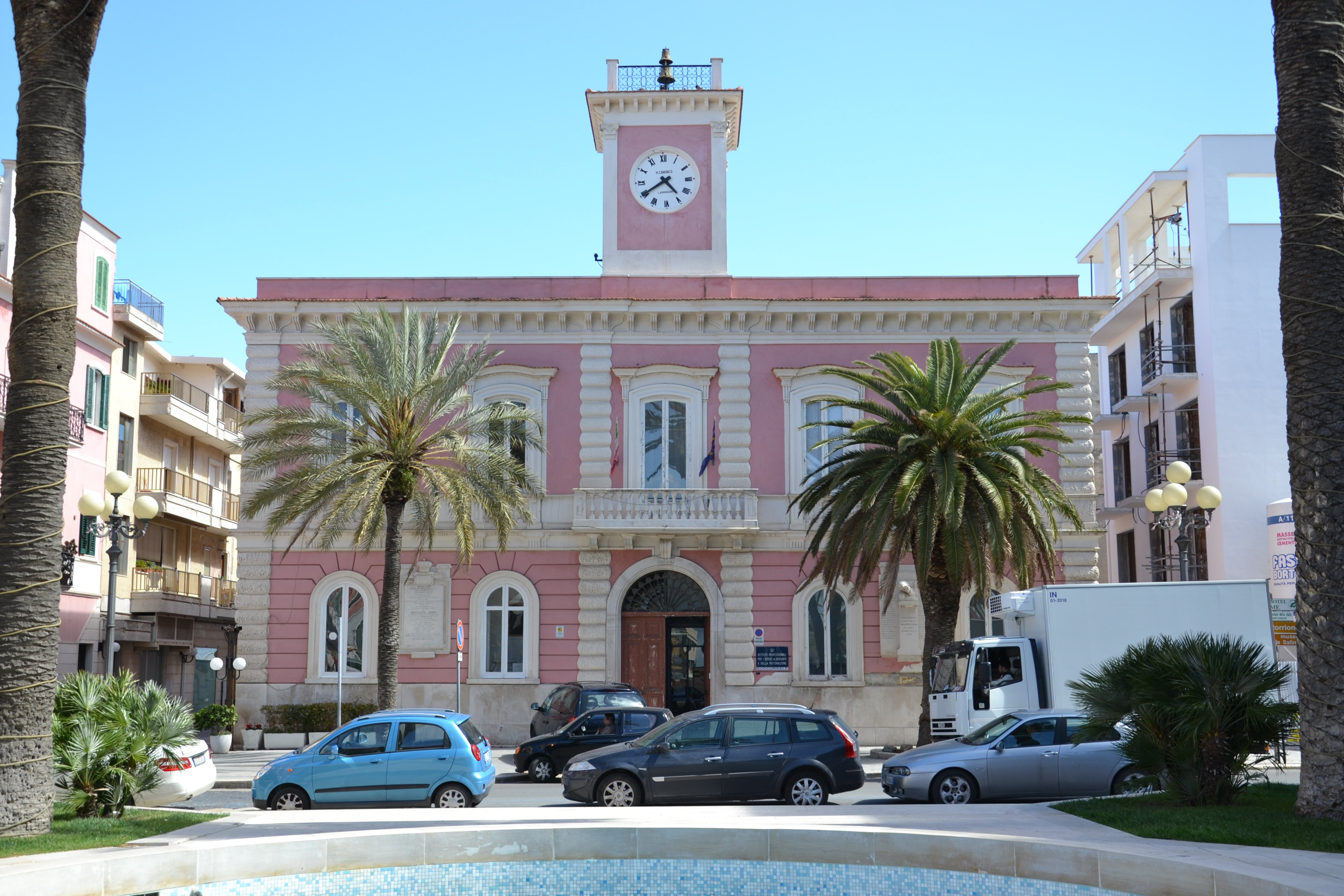
Ratusz miejski
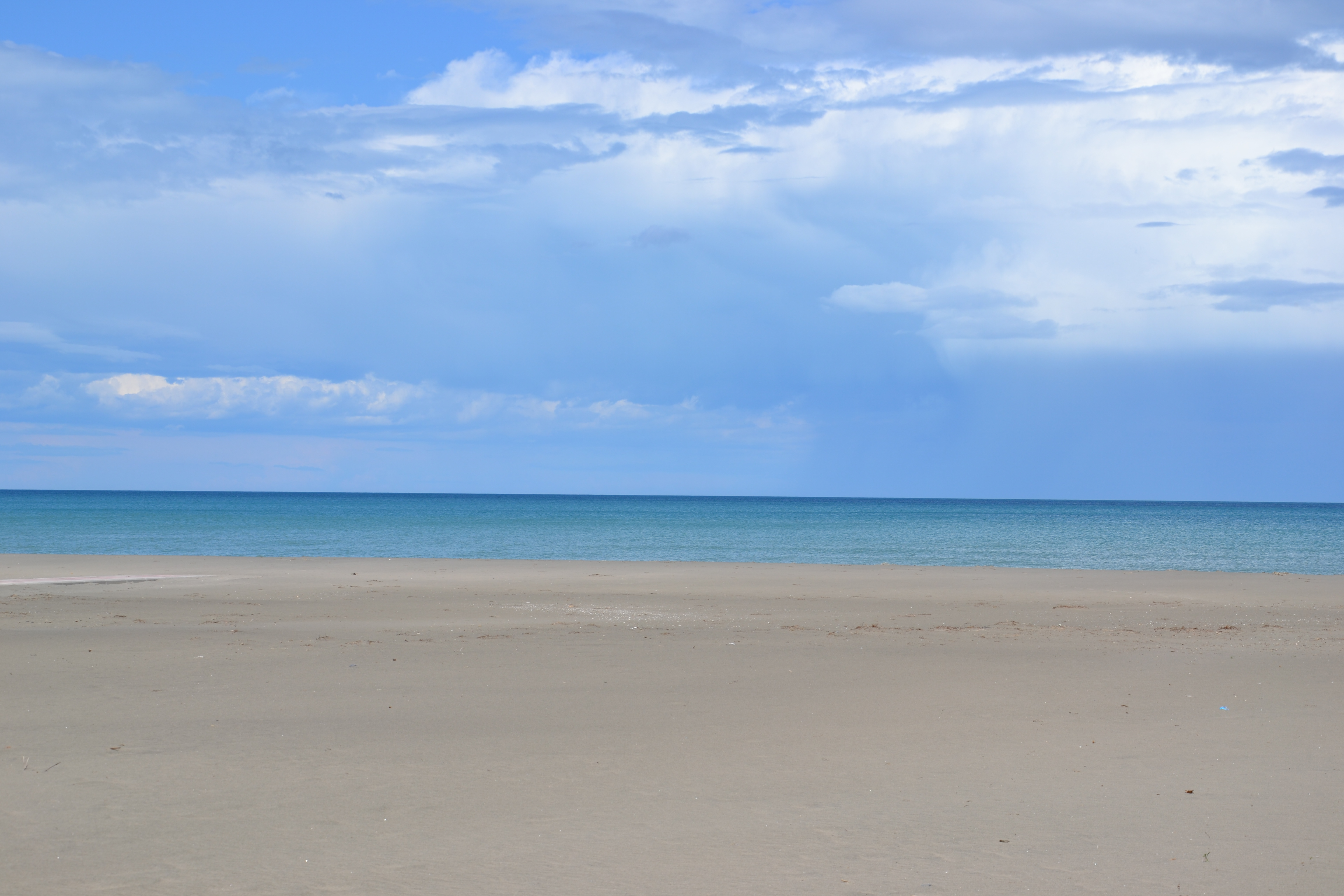
Plaża miejska
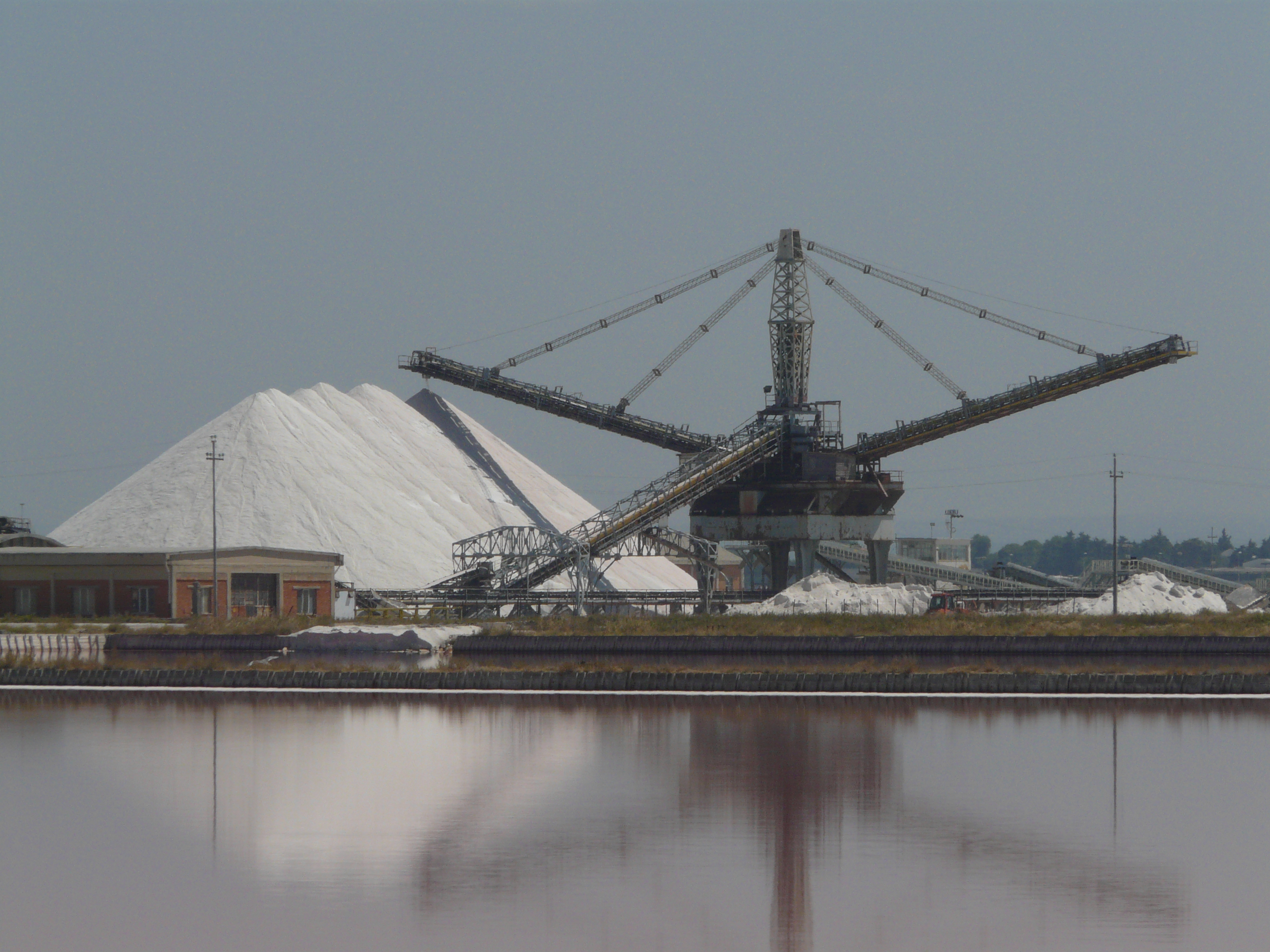
Kopalnia soli